# 織田行広
織田 行廣（おだ ゆきひろ）は、鎌倉時代後期から室町時代の武将。織田親行の子。子に末廣。官位・通称は太郎兵衛尉。父の代から所領が蒲生郡津田（現在の広江）となっている。